# La ciociara (roman)
La ciociara est un roman italien d'Alberto Moravia publié en 1957.
Il est adapté au cinéma par Vittorio De Sica en 1960 (titre italien et français La ciociara, autre titre français La Paysanne aux pieds nus).

## Résumé
Pendant la Seconde Guerre mondiale, Cesira et sa fille Rosetta fuient Rome à l'arrivée des troupes allemandes et s'installent en Ciociarie. Alors que le corps expéditionnaire français du général Juin libère la péninsule, les deux femmes sont violées par des goumiers marocains.

### Contexte historique
Après la chute de Mussolini, destitué en fin d'été 1943, l’Italie est coupée en deux : au sud les Alliés ont débarqué en Sicile et à Anzio et établi un gouvernement monarchique dirigé par Badoglio, tandis qu'au nord les Allemands ont réinstallé Mussolini à la tête d'un régime fantoche (la RSI ou république de Salò). Les Italiens ne sont plus maîtres de leur destin et le pays est livré à une guerre  qui n'est pas vraiment la leur et dont l'enjeu va bien au-delà de la péninsule.
Les autorités civiles italiennes sont très peu présentes, dans un contexte d'écroulement moral au sud et de quasi guerre civile au nord, l'Italie est pour partie une zone de non-droit.
Le front s'est stabilisé sur la ligne Gustave, une série de positions fortifiées  quasiment inexpugnables établies par le général Kesselring en terrain montagneux, dans les Apennins. Les troupes alliées (américains et ANZAC néozélandais) piétinent devant la position clé du mont Cassin et ne peuvent guère engager les moyens mécanisés.
C'est finalement le corps expéditionnaire français du général Juin qui réussira à contourner la position dans de sanglants combats au corps à corps, où les goumiers marocains emporteront la décision grâce à leur habitude de ce type de combat.
Les exactions commises par ces troupes sur la population civile italienne (dénommées marocchinate — maroquinades) après la bataille de Monte Cassino (et en d'autres occasions en Italie) ont été, durant les décennies suivantes, largement oblitérées par l'histoire officielle, et jusque dans les représentations récentes. Ces crimes de guerre ont cependant laissé des traces très profondes dans la mémoire collective.
Alberto Moravia amalgame ces goumiers marocains avec les tirailleurs algériens traditionnellement dénommés « turcos ». L’édition en français en 1958 (J’ai Lu) traduit ce terme technique français de « turcos » par « Turcs ».

## Adaptation
- 1960 : La ciociara, film italien réalisé par Vittorio De Sica, avec Sophia Loren, Eleonora Brown, Jean-Paul Belmondo, Raf Vallone. Pour ce rôle, Sophia Loren remporte le prix d'interprétation féminine au Festival de Cannes 1961 et l'Oscar de la meilleure actrice en 1962.